# NGC 4458
NGC 4458 هي مجرة إهليلجية تبعد حوالي 54 مليون سنة ضوئية تقع في كوكبة العذراء. اكتشفه عالم الفلك ويليام هيرشيل في 12 أبريل 1784. وهو عضو في سلسلة ماركاريان التي هي جزء من مجموعة العذراء. وهو زوج مع المجرة NGC 4461. NGC 4458 و NGC 4461 على حد سواء وتفاعل مع بعضهما البعض.

## القرص النووي
NGC 4458 لديه قرص نووي تي تقدر بنحو 6 مليارات سنة. القرص على الأرجح شكل من اندماج المجرة الغنية بالغاز.

## جوهر الدورة الأساسية
في NGC 4458 قد أشير إلى استخدام صور هابل أن لديها جوهر الدورية.

## إكتشافات
NGC 4458 يحتوي على محتوى معدني منخفض ولكن لديه فرط في عنصر الحديد

## وصلات خارجية
- NGC 4458 على موقع ويكي سكاي: DSS2, SDSS, GALEX, IRAS, Hydrogen α, X-Ray, Astrophoto, Sky Map, Articles and images